# Camille Huysmans
Jean Joseph Camille Huysmans (ur. 26 maja 1871 w Bilzen, zm. 25 lutego 1968 w Antwerpii) – belgijski filolog, polityk, premier.
Ukończył studia germanistyczne na uniwersytecie w Liège. Był politykiem socjalistycznym. W latach 1925–1927 i 1947–1949 piastował urząd ministra oświaty, a w okresie od 3 sierpnia 1946 do 12 marca 1947 był premierem.
Od 1936 do 1939 i ponownie od 1954 do 1958 był przewodniczącym Izby Reprezentantów.
W latach 1933–1940 i 1944–1946 był burmistrzem Antwerpii.
W 1966 wystąpił z Partii Socjalistycznej i założył Socjalistyczną Konfederację Pracujących.
Camille Huysmans żył 96 lat i 9 miesięcy i do grudnia 2007 był najdłużej żyjącym premierem Belgii, kiedy to jego wiek osiągnął Pierre Harmel.